# Daisy (pubblicità)
Daisy, Daisy Girl, oppure Peace, Little Girl è il nome di una controversa pubblicità televisiva trasmessa durante la campagna elettorale delle presidenziali statunitensi del 1964 per promuovere la candidatura di Lyndon B. Johnson.
Anche se trasmessa ufficialmente una sola volta, viene considerata uno dei fattori probabilmente importanti per la larghissima vittoria elettorale sull'avversario Barry Goldwater, oltre che un punto di svolta nella comunicazione politica statunitense e nella pubblicità in generale.
È tra le pubblicità di argomento politico più controverse in assoluto.

## Descrizione
La pubblicità inizia con un primo piano di una bambina di tre anni. Ella si trova in un prato ed è intenta a strappare i petali di una margherita mentre li conta, facendo alcuni errori e ripetendo i numeri più volte.Quando arriva a nine si ferma, come per pensare al numero successivo. Una voce maschile fuori campo dice ten, per poi continuare in un conto alla rovescia, come nel lancio di un missile. La bambina improvvisamente alza lo sguardo, come se fosse sorpresa dalla voce. L'immagine si ferma, mentre l'inquadratura inizia a restringersi sempre di più, finché quando il conto alla rovescia arriva a zero la pupilla della bambina occupa completamente l'inquadratura.
Improvvisamente appare sullo schermo il filmato di una esplosione nucleare. Fuori campo, tra il fragore, la voce di Johnson dice con enfasi:
(Lyndon Johnson)
Infine, appare una scritta bianca su fondo nero che invita a votare per Johnson, mentre un'altra voce maschile fuori campo recita:
L'avversario Goldwater non viene mai menzionato esplicitamente, anche se la pubblicità fa chiaramente riferimento alle sue posizioni estreme sui rapporti da tenere con l'Unione Sovietica.

## Contesto
La campagna del repubblicano Goldwater si basava sulla proposta di diversi tagli al welfare e di un uso più aggressivo delle forze armate statunitensi. Si suggeriva ad esempio la volontà di usare armi nucleari in situazioni che altri trovavano inaccettabili. Goldwater propose l'uso di armi nucleari anche nella guerra del Vietnam, conflitto che invece Johnson voleva ridimensionare.
La campagna di Johnson quindi giocò molto su questo aspetto, sfruttando le dichiarazioni più controverse del suo avversario per suggerire che una volta eletto avrebbe rapidamente dato inizio a una guerra nucleare. Ad esempio Johnson citò un discorso in cui il candidato repubblicano diceva "con un gesto d'impulso, si può premere un pulsante e spazzare via 300 milioni di persone prima del tramonto". Goldwater si difese affermando che i media avevano ingigantito la questione.
Più in generale, il comitato elettorale di Johnson utilizzò diverse pubblicità televisive dal tono provocatorio per sottolineare il fatto che le posizioni di Goldwater sarebbero state talmente estreme da rappresentare un pericolo per la nazione. Tra questi, Girl with Ice Cream Cone trattava della proliferazione di armi nucleari, KKK for Goldwater suggeriva che Goldwater fosse razzista perché supportato da un leader del Ku Klux Klan, e sullo stesso tema era incentrato anche Confessions of a Republican.

## Realizzazione
La pubblicità fu creata dall'agenzia pubblicitaria DDB insieme al progettista del suono Tony Schwartz, che aveva già usato un'idea simile un paio d'anni prima in una pubblicità delle Nazioni Unite contro la proliferazione delle armi nucleari. DDB curò il casting e le riprese. La paternità della restante parte del lavoro è dibattuta.

## Trasmissione e conseguenze
Daisy venne trasmessa ufficialmente soltanto una volta, il 7 settembre 1964 sulla rete NBC. Nonostante questo, condizionò il dibattito pubblico per settimane. La campagna di Johnson venne accusata di voler convincere gli elettori in modo irrazionale, facendo ricorso alla paura, prospettando un evento esagerato o facendolo credere imminente.
Il parlamentare repubblicano Thruston Morton disse al Senato il 16 settembre che il Democratic National Committee aveva usato la televisione per diffondere "falsità ispirate dal panico" e che Johnson avrebbe dovuto assumersene la responsabilità, aggiungendo inoltre che la pubblicità intendeva "spaventare i bambini per indurli a fare pressione sui loro genitori".
La pubblicità venne ritirata subito dopo la trasmissione. Jack Valenti, che lavorò alla campagna, affermò successivamente in un'intervista che questa era una mossa pianificata, pensata in modo da offrire un'immagine "da gentiluomo" della campagna di Johnson.
L'esito delle elezioni fu una vittoria schiacciante di Johnson, la più larga dalle elezioni del 1820.
Da allora la pubblicità è stata richiamata svariate volte in altre campagne elettorali:
- nel 1984 Walter Mondale usò un tema simile per le pubblicità della sua campagna presidenziale;[9]
- nel 1996 Bob Dole ne usò un breve estratto nella pubblicità The Threat;[10]
- nelle elezioni parlamentari in Australia del 2007 i Verdi Australiani hanno usato un remake della pubblicità, affrontando il tema del cambiamento climatico;[11]
- nelle elezioni del 2016, Hillary Clinton assunse per la sua campagna Monique Luiz, che era stata la bambina mostrata nella pubblicità.[12]